# Vrbnica (Sjenica)
Pour les articles homonymes, voir Vrbnica.
Vrbnica (en serbe cyrillique : Врбница) est un village de Serbie situé dans la municipalité de Sjenica, district de Zlatibor. Au recensement de 2011, il comptait 137 habitants.

## Démographie

### Évolution historique de la population
| 1948 | 1953 | 1961 | 1971 | 1981 | 1991 | 2002 | 2011 |
| ---- | ---- | ---- | ---- | ---- | ---- | ---- | ---- |
| 182  | 209  | 258  | 262  | 210  | 162  | 169  | 137  |

|  |